# Dichelus pseudovittatus
Dichelus pseudovittatus är en skalbaggsart som beskrevs av Schein 1958. Dichelus pseudovittatus ingår i släktet Dichelus och familjen Melolonthidae. Inga underarter finns listade i Catalogue of Life.